# Robin Marlar
Pour les articles homonymes, voir Marlar.
Robin Marlar (né le 2 janvier 1931 à Eastbourne et mort le 30 septembre 2022 à Epsom) est un joueur britannique de cricket et journaliste sportif.

## Biographie
Robin Marlar fait ses études à la Harrow School et au Magdalene College de Cambridge.
Il joue au first-class cricket pour l'université de Cambridge, remportant un bleu en 1951, 1952 et 1953, lorsqu'il conduit Cambridge à la victoire contre Oxford et pour le Sussex entre 1951 et 1968. Lanceur de balle (en) innovant, il est crédité de 970 guichets en 289 matchs à une moyenne de 25,22, avec un record personnel de 9/46 contre le Lancashire à Hove en 1955. Il a été un capitaine « astucieux et habile » du Sussex entre 1955 et 1959. Il reste l'un des cinq seuls joueurs de cricket, nés dans le pays, à avoir occupé ce poste.
Après sa carrière sportive, il a une carrière journalistique réussie en tant que correspondant du Sunday Times pour le cricket, et a écrit l'histoire illustrée The Story of Cricket (1979).
Robin Marlar s'est présenté comme candidat conservateur pour la circonscription de Bolsover lors des élections générales britanniques de 1959, et lors d'une élection partielle en 1962 à Leicester North East. Des décennies plus tard, il est candidat à l'élection partielle de Newbury en 1993. Il est nommé président du Sussex County Cricket Club en 2005 et président du Marylebone Cricket Club, en 2005-2006. Au cours de cette période, il suscite une certaine controverse lorsque, lors d'une déclaration au Sunday Telegraph, il qualifie d'« absolument scandaleux » le fait que des athlètes féminines jouent au cricket avec des athlètes masculins, en réponse à Holly Colvin et Sarah Taylor, qui avaient toutes deux joué pour l'Angleterre, et qui avaient été choisies pour jouer pour le First XI du Brighton College cet été-là,.